# 87-я пехотная дивизия (вермахт)
87-я пехотная дивизия — тактическое соединение сухопутных войск вооружённых сил нацистской Германии периода Второй мировой войны. Участвовала во Французской кампании 1940 года. С 1941 года и до конца войны находилась на Восточном фронте, преимущественно в составе группы армий «Центр».

## История
Сформирована 26 августа 1939 года в рамках второй волны мобилизации, как стандартная пехотная дивизия, в районе Альтенбурга. С начала формирования находилась на западе Германии в районе Айфель. Принимала участие во Французской кампании, затем до вторжения в СССР находилась в Восточной Пруссии.
В войне против СССР участвовала в операции «Барбаросса» в составе группы армий «Центр» (42-й армейский корпус 9-й армии), действовала в Белоруссии, в конце июля—начале августа 1941 года приняла участие в разгроме кавалерийской группы полковника А. И. Бацкалевича севернее Варшавского шоссе в районе Осиповичи.
С октября 1941 года наступала на Москву в составе 8-го армейского корпуса 9-й армии. 3 декабря 1941 года 3-й батальон 173-го пехотного полка вышел на восточную опушку леса у деревни Маслово в Одинцовскиом районе, подойдя к Кремлю на расстояние 33 километра.
С июня 1942 по апрель 1943 года дивизия находилась в составе 9-й армии, вела кровопролитные бои под Ржевом.
30 июля 1942 года началось наступление 30-й армии Калининского фронта в ходе Ржевско-Сычёвской стратегической наступательной операции. К концу первого дня наступления войска советской 30-й армии прорвали оборону 256-й и 87-й пехотных дивизий 6-го армейского корпуса на фронте в 9 километров и на глубину 6-7 километров.
С июля 1943 по февраль 1944 — под Витебском.
В марте 1944 переведена в распоряжение 16-й армии группы армий «Север» и передислоцирована в Прибалтику.
В ноябре 1944 в составе 18-й армии попала в Курляндский котёл, где находилась до окончания войны.

## Организация
| 87-я пехотная дивизия (1939) - 173-й пехотный полк - 185-й пехотный полк - 87-й пехотный полк - 187-й артиллерийский полк - 187-й инженерный батальон - 187-й противотанковый артиллерийский дивизион - 187-й разведывательный батальон - 187-й батальон связи - 187-я служба снабжения - 187-я ветеринарная служба - 187-я санитарная служба - 187-я служба военно-полевой почты | (1944) - 173-й пехотный полк - 185-й пехотный полк - 187-й пехотный полк - 187-й артиллерийский полк - 87-й батальон мотопехоты - 187-й инженерный батальон - 187-й противотанковый артиллерийский дивизион - 187-й полевой эрзац-батальон - 187-й разведывательный батальон - 187-й полк снабжения - 187-я ветеринарная служба - 187-я служба военно-полевой почты |

## Командиры дивизии
- генерал-лейтенант Богислав фон Штудниц (26 августа 1939 — 16 февраля 1942)
- генерал артиллерии Вальтер Лухт (17 февраля 1942 — 28 февраля 1942)
- генерал-лейтенант Богислав фон Штудниц (1 марта 1942 — 21 августа 1942)
- генерал-лейтенант Вернер Рихтер (22 августа 1942 — 31 марта 1943)
- генерал артиллерии Вальтер Хартман (1 апреля 1943 — 20 ноября 1943)
- генерал-лейтенант Мориц фрайхерр фон Штрахвиц (21 ноября 1943 — 18 августа 1944)
- оберст резерва Рудольф Бёкман (18 августа 1944 — 19 августа 1944, и. о.)
- генерал-лейтенант Герхард Фейерабенд (август 1944 — сентябрь 1944, и. о.)
- генерал-майор Хельмут Вальтер (сентябрь 1944 — 16 января 1945)
- генерал-лейтенант Мориц фрайхерр фон Штрахвиц (17 января 1945 — 8 мая 1945)

## Кавалеры Рыцарского креста
- Ганс Берген, оберст, командир 187-го пехотного полка (9 июля 1941)
- Гельмут Пфайфер, оберст-лейтенант, командир 185-го пехотного полка (26 ноября 1941)
- Вальтер Хартман, генерал-лейтенант, командир дивизии (30 ноября 1943, с дубовыми листьями)
- Гюнтер Хохгарц, гауптман, командир 1-го батальона 187-го гренадерского полка (15 апреля 1944)
- Мориц фон Штрахвиц, генерал-лейтенант, командир дивизии (9 января 1945)